# Chodów - Falniów
Chodów - Falniów este o arie protejată (sit de importanță comunitară — SCI) din Polonia întinsă pe o suprafață de 7,27 ha, integral pe uscat.

## Localizare
Centrul sitului Chodów - Falniów este situat la coordonatele 50°22′30″N 19°57′57″E / 50.3749°N 19.9659°E.

## Înființare
Situl Chodów - Falniów a fost declarat sit de importanță comunitară în octombrie 2009 pentru a proteja un număr necunoscut de specii din flora spontană și fauna sălbatică aflate în arealul zonei.

## Biodiversitate
Situată în ecoregiunea continentală, aria protejată conține 1 habitat natural: Pajiști uscate seminaturale și facies de acoperire cu tufișuri pe substraturi calcaroase (Festuco-Brometalia) (* situri importante pentru orhidee).
La baza desemnării sitului se află un număr nedeclarat de specii protejate.